# Magnum Research

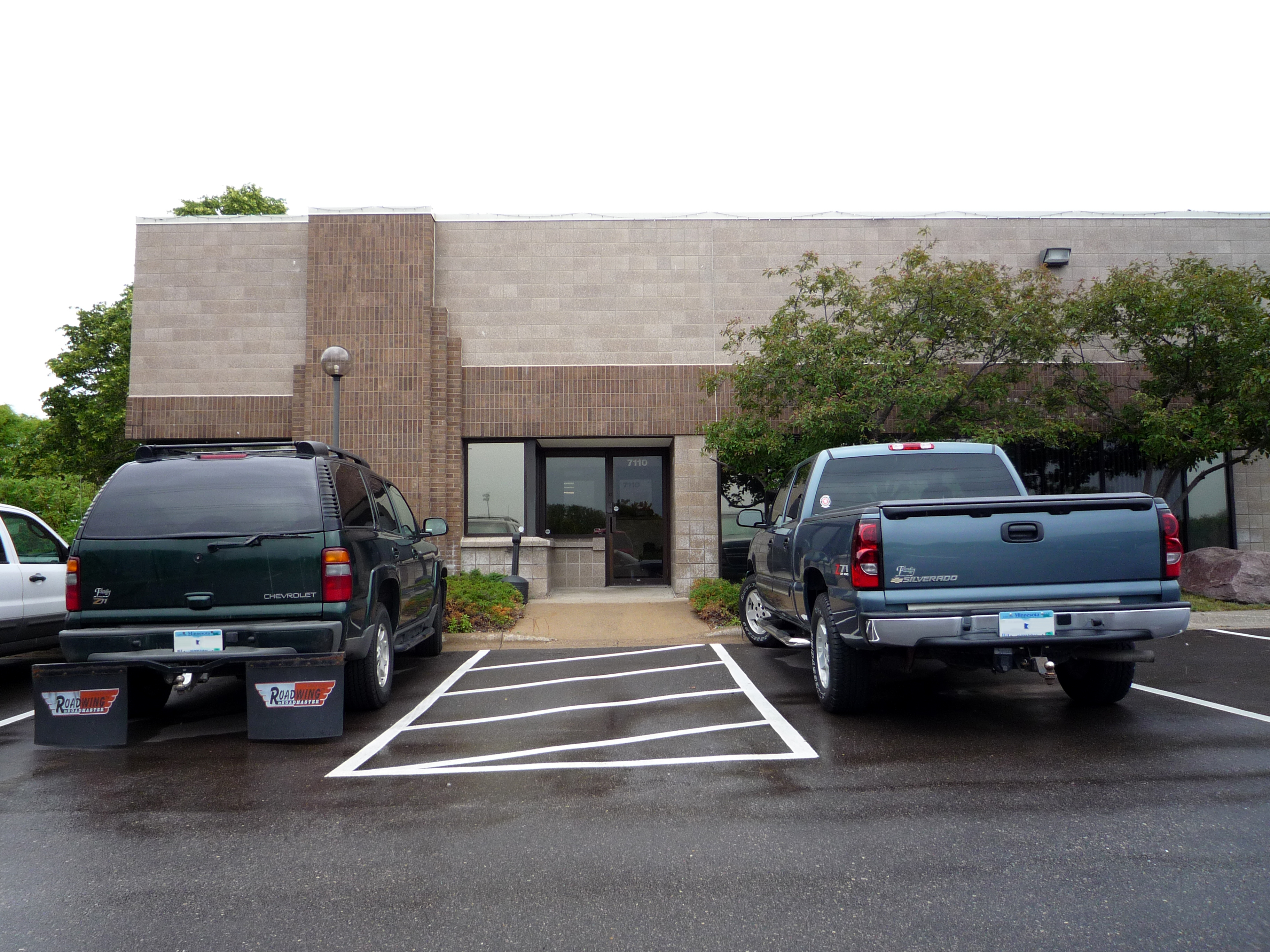
Sede de Magnum Research.

Magnum Research Inc. (MRI) es una corporación privada estadounidense con sede en Fridley, Minnesota, que fabrica y distribuye armas de fuego. Los propietarios son, Jim Skildum (Presidente y CEO) y John Risdall (COO), han estado en la compañía desde su fundación en 1979.
En junio de 2010, Kahr Arms, una empresa productora de armas compactas con sede en Estados Unidos, anunció la compra de armas de fuego a la manufacturera MRI con sede en Minnesota.

## Productos
MRI fue responsable del diseño y desarrollo de la pistola Desert Eagle En algún tiempo las pistolas también fueron fabricados por Israel Military Industries hasta 1995, cuando MRI cambió el contrato de fabricación y licencia para Saco Defense de Saco, Maine. En 2000 MRI cambió la fabricación para volver de nuevo a IMI, que más tarde se reorganizó bajo el nombre de Israel Weapon Industries. Desde 2009 la pistola Desert Eagle se ha producido exclusivamente en sólo los EE. UU. , en las instalaciones de Pillager. Tanto Saco como IMI / IWI tenían solo contratos de fabricación ya que la propiedad intelectual, incluyendo  patentes, derechos de autor y marcas de la Desert Eagle desde su creación han sido propiedad de Magnum Research Incorporated
MRI ofrece servicios personalizados Gunsmithing y tiene una línea de armas que están revestidas con nitrato de titanio en patrones y diseños ingeniosos. La pistola con recubrimiento de nitrato de titanio más reciente viene en un diseño de "la raya del tigre" que fue desarrollado por Coating Services Group. Coating Services Group sigue prestando servicios de nitrato de titanio para Magnum Research y otros.
Magnum Research importó series de pistolas IMI/IWI Jericho 941 con el nombre de Baby Eagle IMI / IWI hasta el final de 2008 y reanudó la importación de este modelo en 2011 con el nombre del Baby Eagle II. En la actualidad, el nombre de Baby Eagle se utiliza en una nueva serie de pistolas de polímero como combustible. Durante un tiempo se importó además la Barak SP-21, pero ya no es comercializazdo. Otros productos son la serie de BFR de revólveres magnum de una sola acción, el rifle águila de la montaña, rifle Magnum Lite y Micro Desierto Eagle.

### Modelos recientes

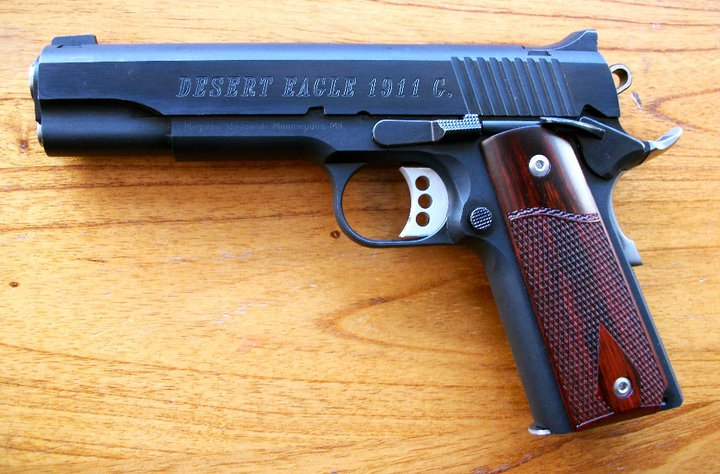
Magnum Research Desert Eagle 1911G

- Desert Eagle (Mark VII Pistola, Mark XIX Pistola)
- Magnum Lite (rim-fire rifle)
- Magnum Research BFR (Big Frame Revolver)
- Micro Desert Eagle (.380 ACP)
- MR Eagle Series Pistols
- Mountain Eagle (center-fire rifle)
- New Baby Eagle "Fast Action"
- Desert Eagle 1911 (.45 ACP)
- Baby Eagle II

### Modelos descontinuados
- Original Baby Eagle (9mm, .40 S&W, or .45 ACP)
- Lone Eagle (single-shot center-fire pistol for rifle cartridges)
- Magnum Research SP-21
- Mountain Eagle pistol (.22 LR)